# Tracie Ruiz
Tracie Lehuanani Ruiz-Conforto (Honolulu, Havai, 4 de fevereiro de 1963) é uma ex-nadadora sincronizada estadunidense, bicampeã olímpica.

## Carreira

### Los Angeles 1984
Em 1984, nos Jogos Olímpicos de Los Angeles, ganhou a medalha de ouro no dueto e no solo, se tornando a primeira campeã olímpicas das duas modalidades e do nado sincronizado, ela dominou o cenário mundial até 1986, no dueto fez parceria com Candy Costie, na primeira vitória olímpica, e no Pan de Caracas de 1983.

### Seul 1988
Seu domínio foi por terra com o aparecimento da canadense Carolyn Waldo, e em 1988, nos Jogos Olímpicos de Seul, foi medalhista de prata no solo. .
Ela foi induzida ao International Swimming Hall of Fame, em 1993.